# Политионаты калия
Политиона́ты ка́лия — неорганические соединения, соли щелочного металла калия и политионовых кислот с формулой K2SnO6, где n > 2, бесцветные (белые) кристаллы, растворимые в воде.

## Получение
- Дитионаты получают обменными реакциями с дитионатом бария:

{\displaystyle {\mathsf {BaS_{2}O_{6}+K_{2}SO_{4}\ {\xrightarrow {}}\ K_{2}S_{2}O_{6}+BaSO_{4}\downarrow }}}
- Тритионаты получают пропуская диоксид серы через насыщенный раствор тиосульфата калия:

{\displaystyle {\mathsf {2K_{2}SO_{3}S+3SO_{2}\ {\xrightarrow {-10^{o}C}}\ 2K_{2}S_{3}O_{6}\downarrow +S\downarrow }}}
- Тетратионаты получают окислением разбавленного раствора тиосульфата калия иодом:

{\displaystyle {\mathsf {2K_{2}SO_{3}S+I_{2}\ {\xrightarrow {}}\ K_{2}S_{4}O_{6}+2KI}}}
- Пентатионаты получают действием дихлорида серы на тиосульфат калия в кислой среде:

{\displaystyle {\mathsf {2K_{2}SO_{3}S+SCl_{2}\ {\xrightarrow {0^{o}C}}\ K_{2}S_{5}O_{6}+2KCl}}}
- Гексатионаты получают действием монохлорида серы на тиосульфат калия в кислой среде:

{\displaystyle {\mathsf {2K_{2}SO_{3}S+S_{2}Cl_{2}\ {\xrightarrow {0^{o}C}}\ K_{2}S_{6}O_{6}+2KCl}}}

## Физические свойства
Политионаты калия в свободном состоянии выделены для n = 2÷6 и образует прозрачные (белые) кристаллы.
Для n > 6 политионаты калия существуют только в растворе.
Хорошо растворяются в воде, гидролиз по аниону.
| Политионаты калия | Молярная масса | Плотность  | Растворимость |
| ----------------- | -------------- | ---------- | ------------- |
| K2S2O6            | 238,32         | 2,277      | 6,64          |
| K2S3O6            | 270,39         | 2,33       | 18,4          |
| K2S4O6            | 302,45         | 2,29       | 23,2          |
| K2S5O6            | 334,52         | гидр. 2,11 | 24,8          |
| K2S6O6            | 366,59         |            |               |

## Химические свойства
- Разлагается при нагревании:

{\displaystyle {\mathsf {K_{2}S_{n}O_{6}\ {\xrightarrow {T}}\ K_{2}SO_{4}+SO_{2}+(n-2)S}}}
- Окисляется горячей концентрированной азотной кислотой:

{\displaystyle {\mathsf {K_{2}S_{n}O_{6}+(6n-10)HNO_{3}\ {\xrightarrow {T}}\ K_{2}SO_{4}+(n-1)H_{2}SO_{4}+(6n-10)NO_{2}\uparrow +(2n-4)H_{2}O}}}
- Вступают в обменные реакции:

{\displaystyle {\mathsf {K_{2}S_{n}O_{6}+HClO_{4}\ {\xrightarrow {0^{o}C}}\ H_{2}S_{n}O_{6}+KClO_{4}\downarrow }}}
- Разлагается при кипячении с щелочами на несколько продуктов:

{\displaystyle {\mathsf {K_{2}S_{n}O_{6}\ {\xrightarrow[{-H_{2}O}]{KOH,100^{o}C}}\ K_{2}SO_{3},K_{2}SO_{3}S,K_{2}S,K_{2}SO_{4}}}}